# Laigneville
Laigneville est une commune française située dans le département de l'Oise en région Hauts-de-France. Ses habitants sont appelés les Laignevillois et les Laignevilloises.

## Géographie

### Localisation

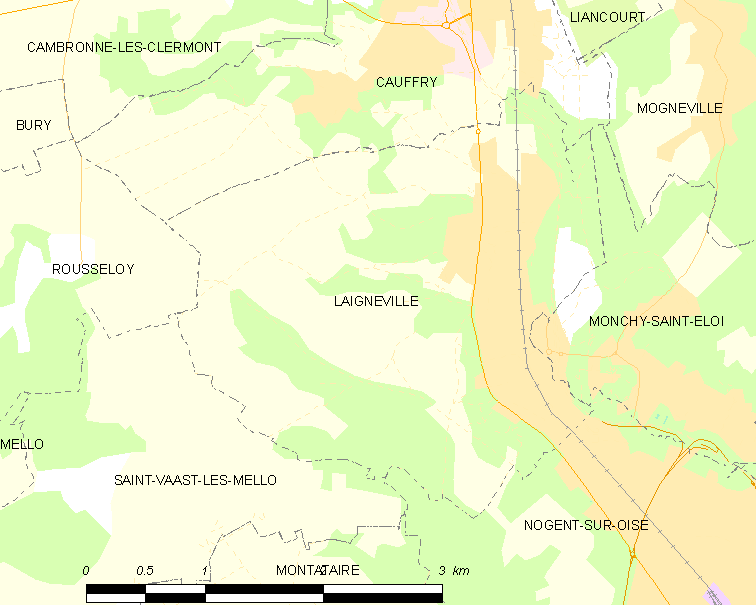
Communes limitrophes.

À vol d'oiseau, la commune se situe à 68 kilomètres au sud d'Amiens, à égale distance de Beauvais et de Compiègne (31 kilomètres) et à 49 kilomètres au nord de Paris. Elle s'étend sur 853 hectares.

### Communes limitrophes
|                       | Cauffry         |                   |
| Rousseloy             | Laigneville     | Monchy-Saint-Éloi |
| Saint-Vaast-lès-Mello | Nogent-sur-Oise |                   |

### Topographie et géologie

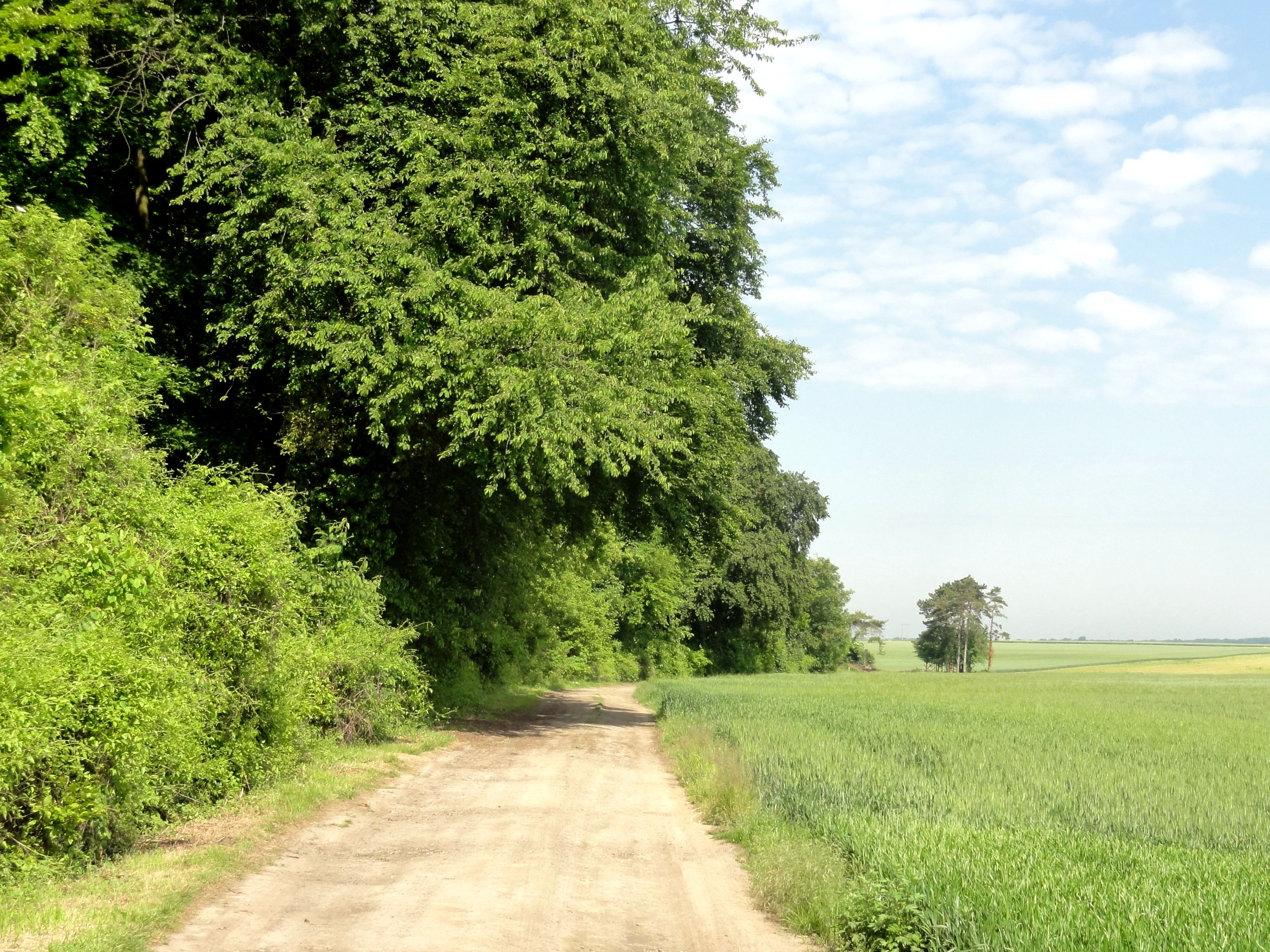
Chemin vicinal, ancien chemin de Creil à Beauvais, sur le plateau de Laigneville.

Le territoire, de forme générale ovalaire, s'étend dans la vallée de la Brêche et sur le plateau qui sépare cette vallée de celle du Thérain. Comme Cauffry, sa voisine, cette commune est située dans la Vallée Dorée. Le terroir s'étend entre 32 mètres sur les bords de la Brêche et 112 mètres sur le plateau, à la limite de Cauffry et Rousseloy. Voici quelques altitudes relevées : 35 mètres sur la place de la Gare, 38 mètres à l'entrée de la Brêche sur le territoire, 51 mètres au sommet du dos d'âne près de l'ancienne mairie, 80 mètres à l'église paroissiale, 100 mètres au lieu-dit la Croix Madeleine. On relève également 100 mètres à l'origine de la vallée sèche de la vallée d'Enfer, qui creuse le plateau près de l'ancien chemin de Creil à Beauvais et descend sur 5 kilomètres jusqu'à la ferme des Granges, à Nogent-sur-Oise. Cette vallée, dans le prolongement de la vallée des Pommiers, se prolonge par la vallée d'Ardoise, qui donne forme au Larris Saint-Georges. Plusieurs vallons descendent vers la vallée de la Brêche, tels que la côte des Hervines, et le fond de Gonval,.
La pierre de taille (calcaire grossier à nummulites) compose tout le plateau de Laigneville, recouverte d'une faible couche de terre végétale. Les coteaux de la rive droite de la Brêche sont pareils à ceux de la montagne de Liancourt, une masse puissante de sable couronnée par du calcaire en bancs horizontaux, constitue leur ensemble. Les variations de détail, les fossiles et autres accidents, sont les mêmes sur les deux côtés de la vallée. La colline de Laigneville offre comme celle de Monchy-Saint-Éloi une masse de calcaire grossier, mais le vergelet a une épaisseur plus considérable. La vallée de la Brêche est tourbeuse dans toute l'étendue du canton de Liancourt. On voit entre le sol tourbeux et les coteaux, des amas d'argile diluvienne fauve remarquables par leur épaisseur, notamment à Laigneville. La commune se situe en zone de sismicité 1. La présence de cavités souterraines est prouvée par la présence d'ancienne carrières de pierre de taille.

### Hydrographie et eau potable

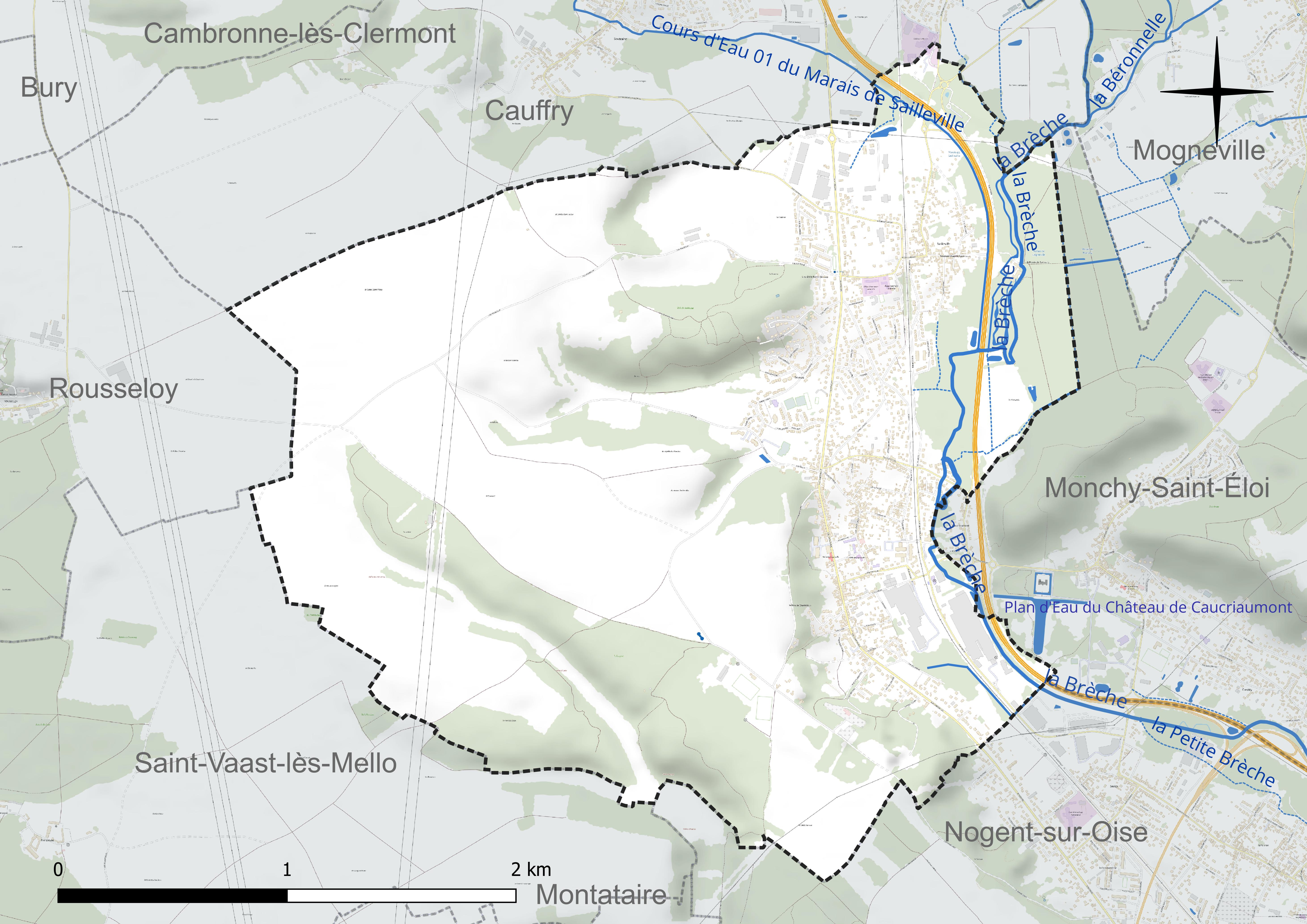
Réseau hydrographique de Laigneville.

La Brêche, sous-affluent de la Seine naissant à Reuil-sur-Brêche et se jetant dans l'Oise à Villers-Saint-Paul, limite le territoire communal à l'est.
Sur sa rive droite, elle reçoit un ruisseau intermittent venant de Cauffry puis poursuit son cours à travers le marais de Laigneville, et recueille quelques centaines de mètres plus loin les eaux de quelques ruisselets au moulin de Sailleville avant de que le ru de Soutraine ne la rejoigne. Dans ce secteur, le tracé de la Brêche est rectifié en 2017 par le syndicat intercommunal de la vallée de la Brêche (SIVB) qui gère la rivière, afin de reconstituer son lit historique qui avait été dévié pour alimenter les turbines du moulin de Sailleville
Celui-ci a été légèrement détourné près de son confluent il y a 2000 ans, lors de l'occupation romaine, pour entourer l'ouvrage appelé castellum de Sailleville, aujourd'hui recouvert par la route départementale 1016, déviation de l'ex-RN 16.
Plus en aval, la Brêche se divise en deux bras que franchit la rue Henry-Leclerc où elle accueille le ru des Blancards et reçoit ensuite le faible apport du fossé venant du fond de Gonval, formé entre deux avancées du plateau avant de passer près du centre-ville où elle emprunte un lit canalisé plus au sud.
Plusieurs ruisseaux intermittents, affluents du ru de Soutraine ou de la Brêche, se trouvent sur le territoire. Diverses sources se trouvent sur le territoire, à flanc de coteau ou dans les terres basses : la Fontaine Huet, la Fontaine de Gonval, la Fontaine à Moutons, la Fontaine Noire, et d'autres qui apparaissent dans les jardins. La Fontaine à Moutons est une source pétrifiante. Une carte de 1710 indique un ruisseau dans la vallée d'Enfer, à l'ouest de Laigneville.
Un bassin se trouve près du quartier de l'Aunois et deux châteaux d'eau se situent au sud de la commune. De plus, la commune est équipée de deux stations de pompage à eau, à Sailleville et d'un réservoir, dans le bois du même nom,.
Les zones les plus basses du territoire se situent au-dessus de nappes phréatiques sous-affleurantes. Un lavoir se trouve rue Hutellier.

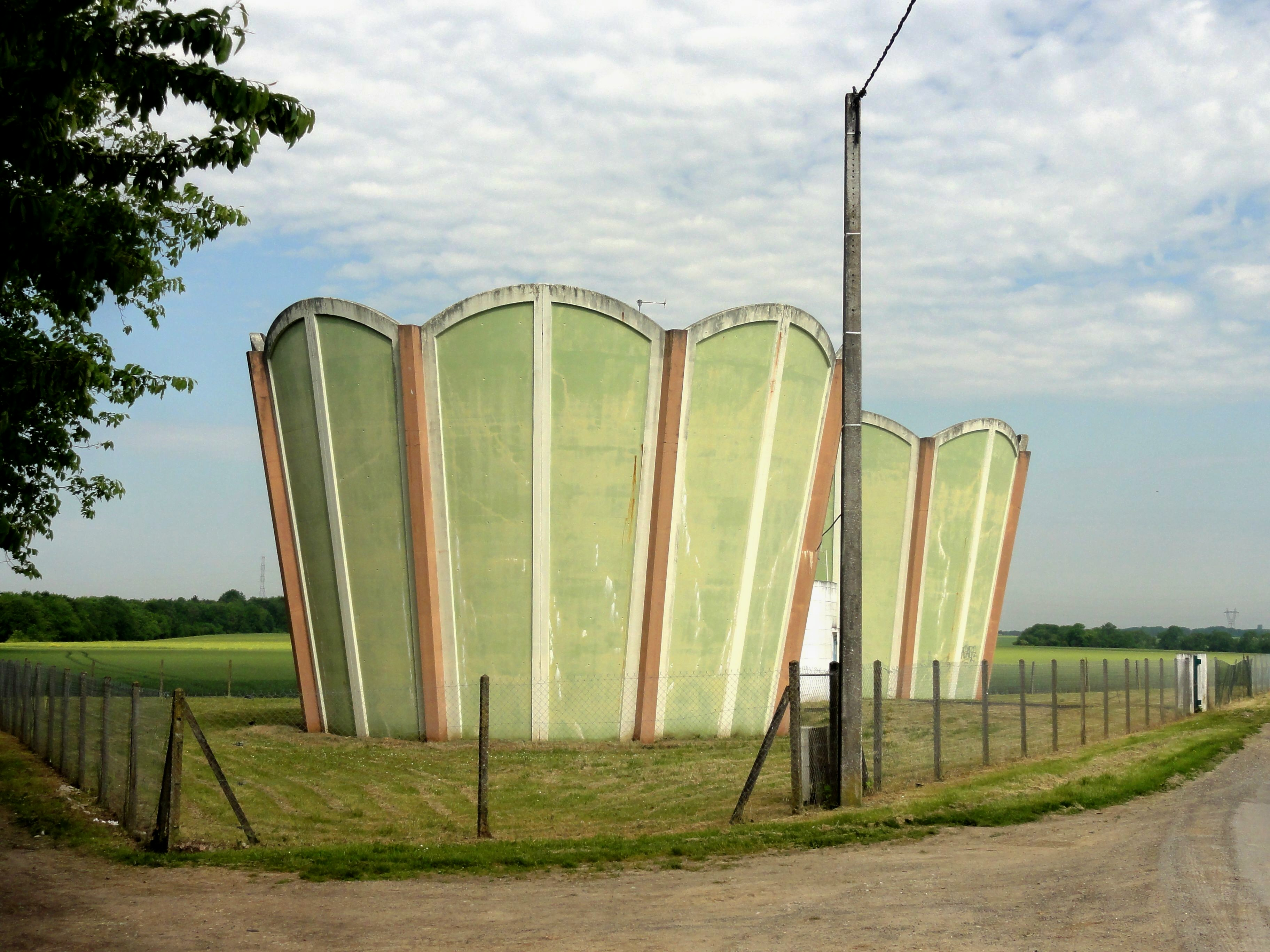
Châteaux d'eau, au sud de la commune.
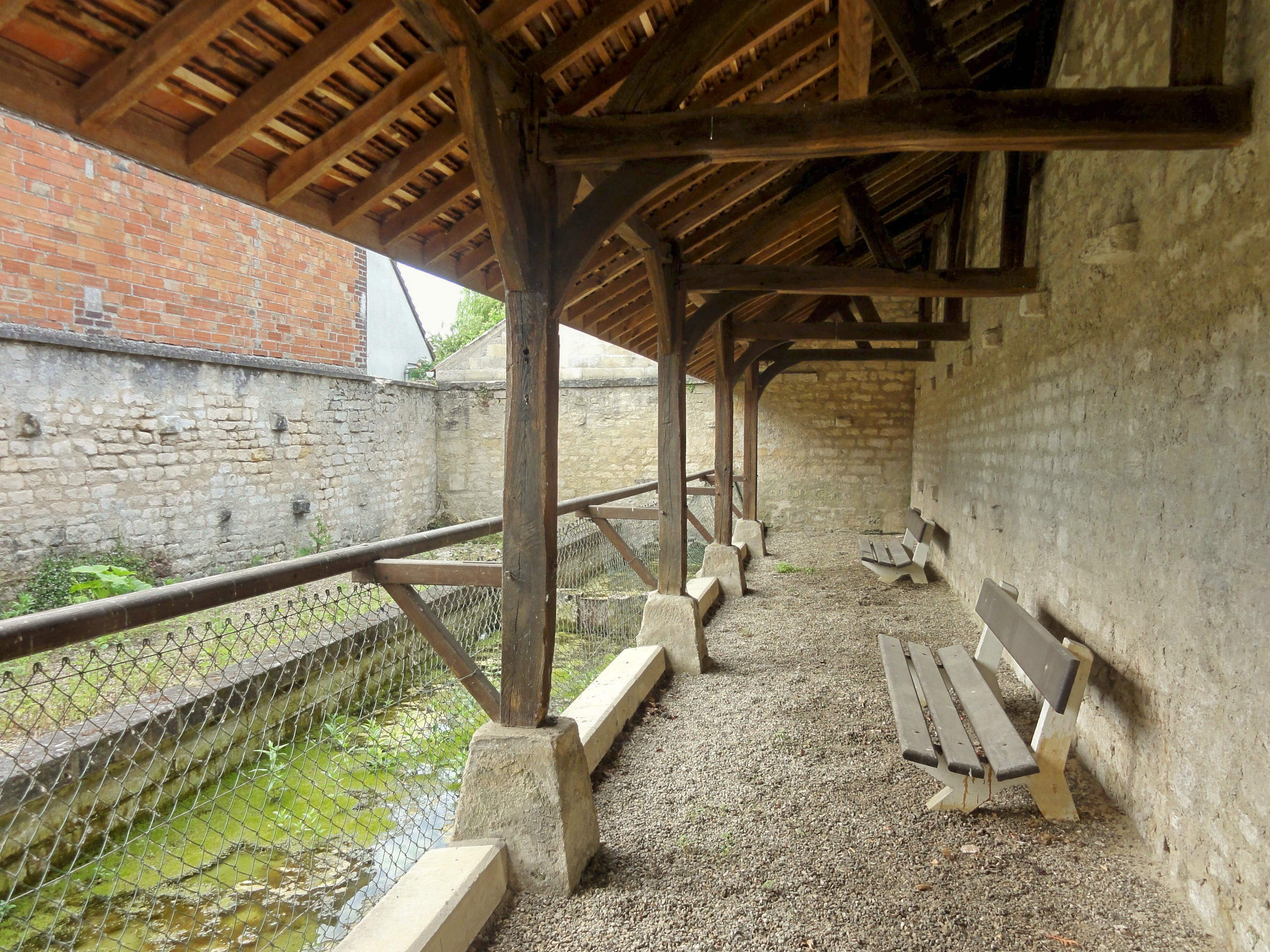
Lavoir, rue Hutellier.

### Climat
Pour des articles plus généraux, voir Climat des Hauts-de-France et Climat de l'Oise.
En 2010, le climat de la commune est de type climat océanique dégradé des plaines du Centre et du Nord, selon une étude du CNRS s'appuyant sur une série de données couvrant la période 1971-2000. En 2020, Météo-France publie une typologie des climats de la France métropolitaine dans laquelle la commune est exposée à un climat océanique et est dans la région climatique Nord-est du bassin Parisien, caractérisée par un ensoleillement médiocre, une pluviométrie moyenne régulièrement répartie au cours de l’année et un hiver froid (3 °C).
Pour la période 1971-2000, la température annuelle moyenne est de 10,9 °C, avec une amplitude thermique annuelle de 14,6 °C. Le cumul annuel moyen de précipitations est de 649 mm, avec 10,9 jours de précipitations en janvier et 8,1 jours en juillet. Pour la période 1991-2020, la température moyenne annuelle observée sur la station météorologique la plus proche, située dans la commune de Creil à 5 km à vol d'oiseau, est de 11,2 °C et le cumul annuel moyen de précipitations est de 662,2 mm,. Pour l'avenir, les paramètres climatiques de la commune estimés pour 2050 selon différents scénarios d'émission de gaz à effet de serre sont consultables sur un site dédié publié par Météo-France en novembre 2022.
| Mois                                  | jan.             | fév.             | mars             | avril         | mai                                       | juin           | jui.                                      | août           | sep.            | oct.          | nov.             | déc.             | année                                     |
| ------------------------------------- | ---------------- | ---------------- | ---------------- | ------------- | ----------------------------------------- | -------------- | ----------------------------------------- | -------------- | --------------- | ------------- | ---------------- | ---------------- | ----------------------------------------- |
| Température minimale moyenne (°C)     | 1,4              | 1,2              | 3,1              | 4,9           | 8,4                                       | 11,4           | 13,4                                      | 13,2           | 10,3            | 7,8           | 4,3              | 1,9              | 6,8                                       |
| Température moyenne (°C)              | 4,1              | 4,6              | 7,5              | 10,3          | 13,7                                      | 16,9           | 19,2                                      | 19             | 15,6            | 11,9          | 7,4              | 4,5              | 11,2                                      |
| Température maximale moyenne (°C)     | 6,8              | 8                | 12               | 15,6          | 19                                        | 22,4           | 24,9                                      | 24,8           | 20,9            | 15,9          | 10,5             | 7,2              | 15,7                                      |
| Record de froid (°C) date du record   | −21,6 17.01.1985 | −18,5 14.02.1956 | −11,4 08.03.1971 | −5,3 06.04.21 | −2,6 03.05.1981                           | 0,7 01.06.1975 | 3,5 01.07.1960                            | 3,2 01.08.1965 | −0,6 17.09.1971 | −5 28.10.03   | −11,3 24.11.1998 | −16,7 31.12.1970 | −21,6 1985                                |
| Record de chaleur (°C) date du record | 15,9 27.01.03    | 21,4 28.02.1960  | 25,4 31.03.21    | 28 20.04.18   | 31,7 07.05.1976                           | 36,4 27.06.11  | 41,6 25.07.19                             | 39,3 09.08.20  | 35,3 15.09.20   | 28,3 01.10.11 | 20,7 08.11.15    | 16,9 07.12.00    | 41,6 2019                                 |
| Ensoleillement (h)                    | 492              | 867              | 1 417            | 2 008         | erreur soleil-mai n'est pas un nombre (-) | 2 169          | erreur soleil-jul n'est pas un nombre (-) | 217            | 1 806           | 1 184         | 674              | 614              | erreur soleil-ann n'est pas un nombre (-) |
| Précipitations (mm)                   | 56,2             | 47,1             | 48,2             | 45,2          | 60                                        | 56             | 56                                        | 57,6           | 45              | 61,1          | 59,2             | 70,6             | 662,2                                     |

### Milieux naturels
Hormis les zones urbanisées, couvrant 18 % du territoire sur plus de 154 hectares, la commune se compose à plus de 44 % d'espaces cultivés sur 382 hectares. Les espaces boisés représentés sur les coteaux et le fond des vallées de la Brêche (Bois de Sailleville) et d'Enfer (Larris Georges) rassemblent près de 274 hectares pour 32 % de la surface communale. La commune comprend également 35 hectares de vergers et de prairies, 5 hectares d'espaces verts publics, 4 hectares de zones marécageuses (marais de Sailleville), quelques espaces de landes ainsi qu'un hectares d'éboulis et de terrains nus par la présence d'anciennes carrières,.
Les bois Thermocalcicoles de la Grande Côte et des Prieux, situés à Laigneville et Nogent-sur-Oise, sont inscrits en zone naturelle d'intérêt écologique, faunistique et floristique de type 1. Au nord-ouest, les marais de Laigneville occupent un espace à l'est de Sailleville. Ils constituent également une zone naturelle d'intérêt écologique, faunistique et floristique de type 1 dans l'ensemble naturel des pelouses et bois de la butte de la Garenne, avec Monchy-Saint-Éloi.

## Urbanisme

### Typologie
Au 1er janvier 2024, Laigneville est catégorisée ceinture urbaine, selon la nouvelle grille communale de densité à sept niveaux définie par l'Insee en 2022.
Elle appartient à l'unité urbaine de Creil, une agglomération intra-départementale regroupant 23  communes, dont elle est une commune de la banlieue,,. Par ailleurs la commune fait partie de l'aire d'attraction de Paris, dont elle est une commune de la couronne,. 

### Occupation des sols
L'occupation des sols de la commune, telle qu'elle ressort de la base de données européenne d’occupation biophysique des sols Corine Land Cover (CLC), est marquée par l'importance des territoires agricoles (44,6 % en 2018), en diminution par rapport à 1990 (47,8 %). La répartition détaillée en 2018 est la suivante :
terres arables (42,8 %), forêts (34,7 %), zones urbanisées (20,6 %), prairies (1,8 %). L'évolution de l’occupation des sols de la commune et de ses infrastructures peut être observée sur les différentes représentations cartographiques du territoire : la carte de Cassini (XVIIIe siècle), la carte d'état-major (1820-1866) et les cartes ou photos aériennes de l'IGN pour la période actuelle (1950 à aujourd'hui).

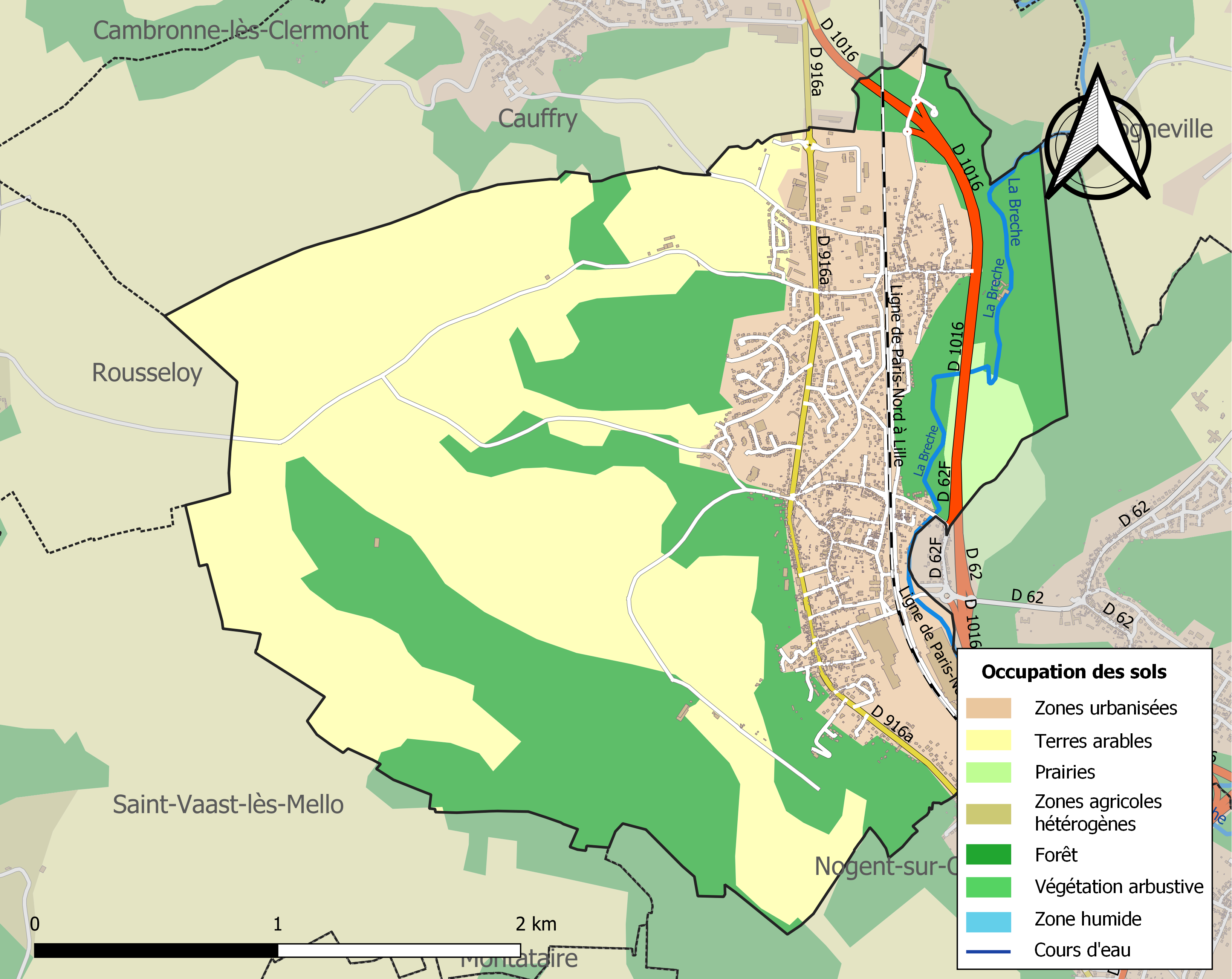
Carte des infrastructures et de l'occupation des sols de la commune en 2018 (CLC).

### Quartiers et hameaux
Il existe un unique hameau rattaché au chef-lieu : Sailleville. Le quartier de l'Aulnois s'est établi entre ces deux sites.

### Morphologie urbaine
Le chef-lieu fut bâti pendant des siècles sur la colline, autour de l'église paroissiale. La création de la route royale directe de Creil vers Clermont et le nord a amené l'abandon du plateau par les habitants. Il n'y reste qu'une maison d'ailleurs inhabitée, située au carrefour de la Croix-Madeleine. À partir du XVIIIe siècle les constructions se sont installées dans la vallée. Sailleville, nettement plus au nord, fut pendant longtemps nettement séparée de Laigneville. Aujourd'hui des habitations réunissent les deux agglomérations bordant de part et d'autre l'ancienne route nationale. Laigneville entre dans l'unité urbaine (ou agglomération au sens de l'Insee) de Creil composée de 22 communes et regroupant 103 130 habitants en 2008,.

### Voies de communications et transports

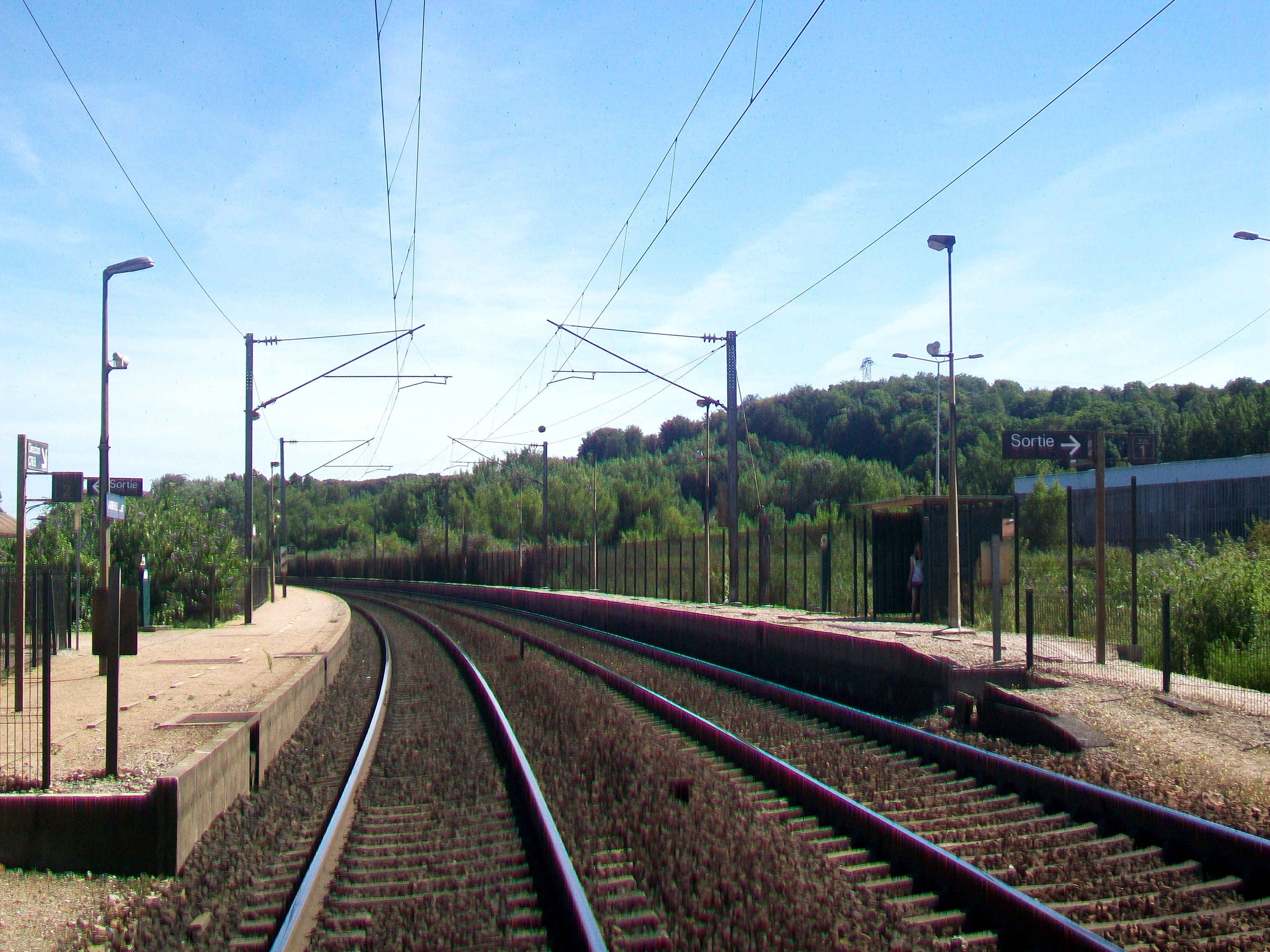
L'arrêt de Laigneville, sur la ligne Paris-Nord - Lille.

Le territoire est parcouru du sud au nord par l'ancienne route nationale 16 de Paris à Dunkerque, déclassée en D 916a, qui fut construite dans cette partie de la vallée entre 1754 et 1750. Une déviation en voie express, appelée route départementale 1016 est maintenant réalisée depuis le plateau de Creil jusqu'à Clermont, empruntant le territoire communal sur une partie des marais, avec un remblai important, qui contourne l'agglomération par l'est. Depuis la rue Douchet-Rube et la place de la Gare, un échangeur permet d'accéder à cet axe dans la commune voisine de Monchy-Saint-Éloi. L'ancien itinéraire traversait la commune par les rues du 8-Mai-1945 et de la République. Une voie permet de relier le chef-lieu à Rousseloy, ainsi que de Sailleville à Rousseloy, Cauffry et Soutraine (hameau de Cauffry),.
La voie ferrée de Paris à Amiens traverse la commune en suivant la vallée, ayant un trajet sensiblement parallèle à celui de l'ancienne route nationale 16. Une halte fut inaugurée au village le 28 août 1892. Elle a été transformée en station en 1905, le trafic étant devenu important du fait de l'expédition de la pierre à bâtir et des produits de l'industrie locale. Ce point d'arrêt est situé entre les gares de Liancourt -Rantigny et de Creil, à proximité du centre-ville et près de Monchy-Saint-Éloi. Il est desservi par les trains TER Hauts-de-France (relations C10, C11 et P10). Quatorze à quinze trains par jour et par sens s'arrêtent du lundi au vendredi, et six à sept les dimanches et jours fériées. Du lundi au vendredi, la moitié des trains est origine ou terminus Creil, un changement étant donc nécessaire pour les déplacements entre Liancourt et Paris. Un TER Hauts-de-France met en moyenne 39 minutes pour atteindre la capitale, avec trois arrêts intermédiaires. Plusieurs liaisons de taxi TER sont également disponibles à la gare.
La commune est desservie, en 2023, par les lignes 642, 6242, 6315 et 6352 du réseau interurbain de l'Oise.
L'aéroport de Beauvais-Tillé se situe à 31 km à l'ouest et l'aéroport Roissy-Charles-de-Gaulle se trouve à 35 km au sud

## Toponymie
Parmi les noms qui furent ceux de Laigneville au cours des siècles, les historiens ont retenu : Liniaga villa en 766, Lainivalla vers 1145, Lagnevilla en 1156, Lanevillam en 1209, Leugnevillam en 1222, Laignevilla en 1309, Laigneville-sur-Brêche, Laingneville en 1631 (parler local actuel), Laigneville (nom actuel) en 1756, Laigueville (dénomination officielle) de 1830 à 1850. Diverses hypothèses ont été émises sur l'origine de ce nom. Tous les auteurs sont d'accord pour dire que la terminaison « ville » représente le mot latin villa qui avait pour acceptations : maison de campagne, maison aux champs, propriété, ferme, domaine rural (près de Laigneville et Sailleville se trouvent Mogneville, Autreville et autrefois Canneville, ancien village de pêcheurs proche de l'écluse de Creil. Mais pour la première partie du nom « laigne, ou laigue », il s'agirait comme ce fut le cas bien souvent, du nom du propriétaire du domaine gallo-romain : Lanius ou Latinus. Ce fut peut-être Lanaevilla (village de la laine) ou Lanaemvillam (village laineux). Cette appellation semblerait possible puisqu'en ce lieu le vaste plateau calcaire était propre à l'élevage du mouton.
Le hameau de Sailleville s'est appelé : Sailleville (nom actuel) vers 1240, Sageville au XIVe siècle, Sacheville en 1477, Saqueville en 1570, Sageville à nouveau au XVIIIe siècle (parler local actuel). Ce nom pourrait provenir de « sagi » signifiant saie du nom du vêtement que portaient les soldats romains qui occupèrent l'endroit les premiers. La fondation de cette agglomération remonterait en effet au début de notre ère.

## Histoire

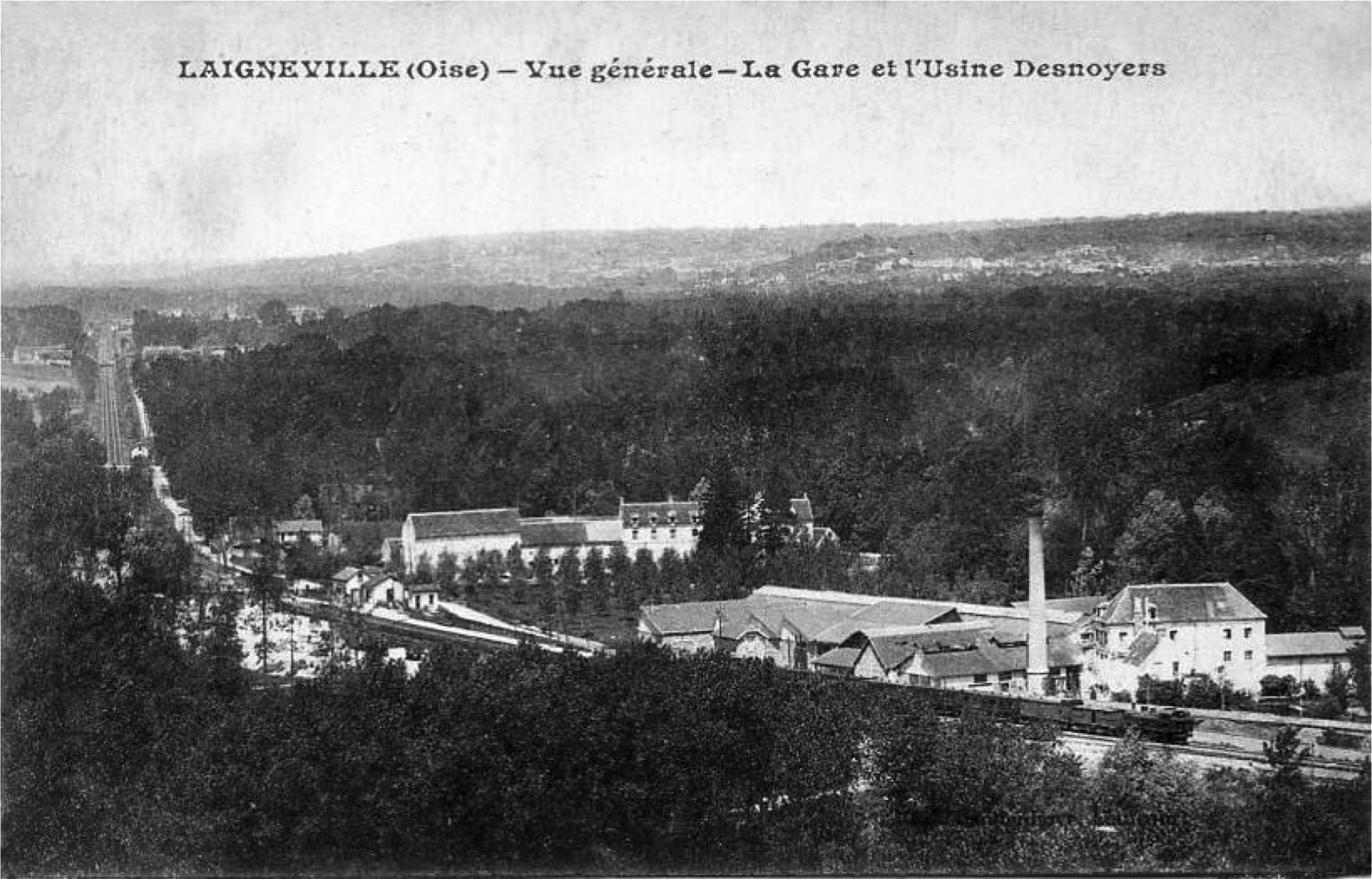
La gare et l'usine Desnoyers vers 1900.

Laigneville (domaine de Lanius) était à l’origine un petit village du VIe siècle-VIIe siècle situé autour de l’église Saint-Rémi (fin XIe siècle) située sur les hauteurs et prolongeant l’ancienne voie reliant Senlis à Beauvais. Aujourd’hui, seul le cimetière longe encore l’église isolée, cette voie demeurant un chemin, fort agréable pour la promenade. La communauté de Laigneville (env. 4 000 hab.) s’est développée en contrebas dans la continuité de Nogent-sur-Oise. Les templiers en firent une de leurs propriétés et même le siège d’une commanderie : la commanderie Saint-Georges. Laigneville était aussi connue pour ses imposantes carrières de craie, aujourd’hui abandonnées et dont les vestiges servent depuis 1905 à la culture de très savoureux petits champignons de Paris. Au nombre des bâtiments ayant été construits à partir de cette pierre de qualité, on trouve la Manufacture Royale de Beauvais, le château de Fitz-James ou encore la gare du Nord.
À partir de 1846, la commune est traversée par la ligne de Paris-Nord à Lille de la Compagnie du chemin de fer du Nord. Il faut néanmoins attendre 1892 pour qu'une halte soit installée sur le territoire de la commune, et 1905 pour qu'elle devienne une station à part entière sous le nom de gare de Laigneville.

## Politique et administration

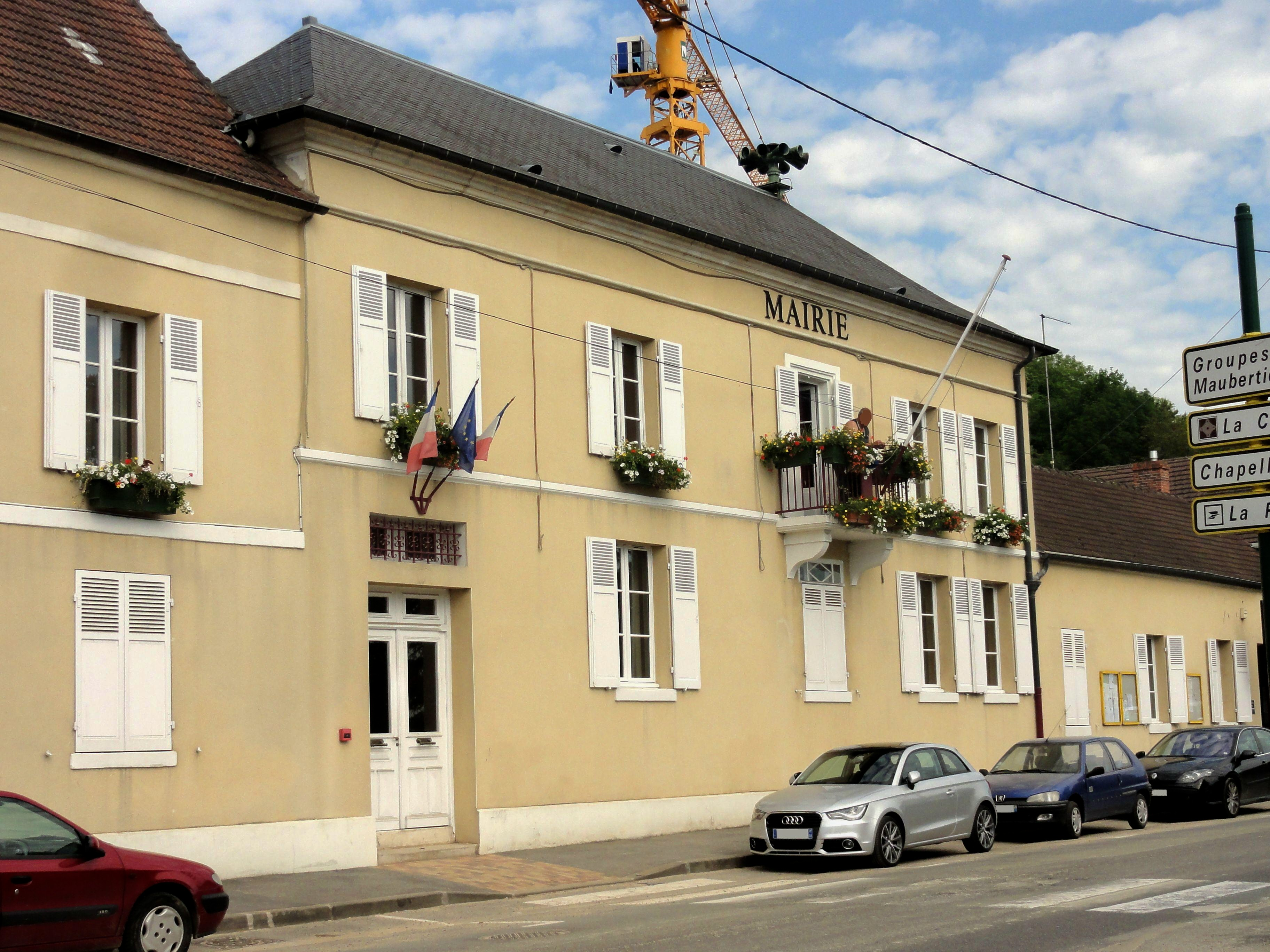
Mairie, rue de la République.

### Rattachements administratifs et électoraux
La commune se trouve depuis 1942 dans l'arrondissement de clermont du département de l'Oise. Pour l'élection des députés, elle fait partie depuis 1986 de la septième circonscription de l'Oise.
Elle faisait partie depuis 1793 du canton de Liancourt. Dans le cadre du redécoupage cantonal de 2014 en France, la commune est désormais rattachée au canton de Nogent-sur-Oise.

### Intercommunalité
Laigneville est membre de la  communauté de communes du Liancourtois, dite la Vallée Dorée, un établissement public de coopération intercommunale (EPCI) à fiscalité propre créé en 1963 — et qui avait alors le statut de district — et auquel la commune a transféré un certain nombre de ses compétences, dans les conditions déterminées par le code général des collectivités territoriales.

### Tendances politiques et résultats
Lors du second tour des élections municipales de 2014 dans l'Oise, la liste SE/UMP menée par Christophe Dietrich remporte la majorité absolue des suffrages exprimés, avec 1 144 voix (58,07 %, 22 conseillers municipaux élus dont 5 communautaires), battant largement les listes lenées respectivement par :
- Jean-Marie Delaporte, maire sortant DVG/PCF, qui obtient 758 voix (38,47 %, 5 conseillers municipaux élus dont 1 communautaire) ;
- Luc Soisson (SE, 68 voix, 3,45 %, pas d'élus).

Lors de ce scrutin, 31,65 % des électeurs se sont abstenus.
Lors du premier tour des élections municipales de 2020 dans l'Oise, la liste DVD (LR) menée par le maire sortant Christophe Dietrich remporte la majorité absolue des suffrages exprimés, avec 1 380 voix (87,23 %, 26 conseillers municipaux élus, dont 6 communautaires), battant très largement celle DVG menée par l'ancien maire Jean-Marie Delaporte, qui obtient 202 voix (12,76 %, 1 conseiller municipal élu).

Lors de ce scrutin marqué par la pandémie de Covid-19 en France, 48,34 % des électeurs se sont abstenus.

### Liste des maires
| Période                                  | Période                   | Identité                        | Étiquette | Qualité |
| ---------------------------------------- | ------------------------- | ------------------------------- | --------- | --- |
| Les données manquantes sont à compléter. |                           |                                 |           | |
| 1806                                     |                           | Nicolas Pigeaux                 |           | |
| 1810                                     | mars 1813                 | Dominique Thomas Penotet        |           | |
| avril 1813                               | septembre 1831            | Théophile Lemaire               |           | |
| octobre 1831                             | avril 1837                | Étienne Alexis Deschamps (fils) |           | |
| aout 1837                                | aout 1848                 | Nicolas François Dauchel        |           | |
| septembre 1848                           | avril 1849                | Isidore Charles Deschamps       |           | |
| mai 1849                                 | février 1851              | François Vincent Deprez         |           | |
| mars 1851                                | juillet 1860              | Martin Gérard                   |           | |
| septembre 1860                           | juillet 1868              | Jean Charlemagne Trannay        |           | |
| aout1868                                 | mai 1871                  | Célestin Dumonthier             |           | |
| mai 1871                                 | mars 1874                 | Louis Joseph Petit              |           | |
| avril 1874                               | décembre 1877             | Frédéric François Breton        |           | |
| janvier 1878                             | 1906 ?                    | Louis Henry Leclerc             |           | |
| Les données manquantes sont à compléter. |                           |                                 |           | |
|                                          | mars 1983                 | Jean Goursaud                   |           | |
| mars 1983                                | juin 1995                 | Claude Pagnod-Rossiaux          | PCF       | |
| juin 1995                                | avril 2014                | Jean-Marie Delaporte            | PCF       | Retraité |
| avril 2014,                              | En cours (au 2 mars 2021) | Christophe Dietrich             | LR        | Vice-président de la CC du Liancourtois Vallée Dorée (2014 → ) Conseiller général de Nogent-sur-Oise (2015 → ) Vice-président du conseil départemental de l'Oise (2017 → ) Réélu pour le mandat 2020-2026 |

### Politique environnementale
Depuis 2014, le maire de la ville, Christophe Dietrich, a entrepris de lutter contre les dépôts sauvage de déchets sur sa commune. Ses services municipaux ont procédé a des « retours à l'envoyeur » médiatisés. Ces actions ont permis de diminuer de 90 % ces incivilités. Les déchets proviennent de particuliers ou d'entreprises peu scrupuleux, comme le montre ce dépôt de 15 tonnes de déchets de chantier en 2017, retournés eux aussi au pollueur. Un conducteur indélicat s'est vu infligé, en 2019, une amende de 368 Euros pour avoir jeté ses emballages de fast-food par la vitre de son camion à la suite d'un flagrant délit constaté par la police municipale.

## Population et société

### Démographie

#### Évolution démographique
L'évolution du nombre d'habitants est connue à travers les recensements de la population effectués dans la commune depuis 1793. Pour les communes de moins de 10 000 habitants, une enquête de recensement portant sur toute la population est réalisée tous les cinq ans, les populations de référence des années intermédiaires étant quant à elles estimées par interpolation ou extrapolation. Pour la commune, le premier recensement exhaustif entrant dans le cadre du nouveau dispositif a été réalisé en 2007.

En 2022, la commune comptait 4 846 habitants, en évolution de +6,02 % par rapport à 2016 (Oise : +0,87 %, France hors Mayotte : +2,11 %).
| 1793 | 1800 | 1806 | 1821 | 1831 | 1836 | 1841 | 1846 | 1851 |
| ---- | ---- | ---- | ---- | ---- | ---- | ---- | ---- | ---- |
| 506  | 579  | 641  | 660  | 753  | 742  | 695  | 755  | 761  |

| 1856 | 1861 | 1866 | 1872 | 1876 | 1881 | 1886 | 1891 | 1896 |
| ---- | ---- | ---- | ---- | ---- | ---- | ---- | ---- | ---- |
| 768  | 876  | 940  | 947  | 945  | 936  | 935  | 914  | 935  |

| 1901  | 1906  | 1911  | 1921  | 1926  | 1931  | 1936  | 1946  | 1954  |
| ----- | ----- | ----- | ----- | ----- | ----- | ----- | ----- | ----- |
| 1 006 | 1 202 | 1 320 | 1 565 | 1 709 | 1 797 | 1 714 | 1 779 | 1 888 |

| 1962  | 1968  | 1975  | 1982  | 1990  | 1999  | 2006  | 2007  | 2012  |
| ----- | ----- | ----- | ----- | ----- | ----- | ----- | ----- | ----- |
| 2 061 | 2 367 | 2 806 | 2 983 | 3 604 | 3 789 | 3 815 | 3 828 | 4 247 |

| 2017  | 2022  | - | - | - | - | - | - | - |
| ----- | ----- | - | - | - | - | - | - | - |
| 4 719 | 4 846 | - | - | - | - | - | - | - |

#### Pyramide des âges
La population de la commune est relativement jeune.
En 2018, le taux de personnes d'un âge inférieur à 30 ans s'élève à 40,3 %, soit au-dessus de la moyenne départementale (37,3 %). À l'inverse, le taux de personnes d'âge supérieur à 60 ans est de 20,1 % la même année, alors qu'il est de 22,8 % au niveau départemental.
En 2018, la commune comptait 2 333 hommes pour 2 379 femmes, soit un taux de 50,49 % de femmes, légèrement inférieur au taux départemental (51,11 %).
Les pyramides des âges de la commune et du département s'établissent comme suit.
| Hommes | Classe d’âge | Femmes |
| ------ | ------------ | ------ |
| 0,2    | 90 ou +      | 0,6    |
| 3,8    | 75-89 ans    | 5,5    |
| 14,5   | 60-74 ans    | 15,6   |
| 18,6   | 45-59 ans    | 19,0   |
| 20,5   | 30-44 ans    | 21,1   |
| 18,5   | 15-29 ans    | 19,2   |
| 23,9   | 0-14 ans     | 18,9   |

| Hommes | Classe d’âge | Femmes |
| ------ | ------------ | ------ |
| 0,5    | 90 ou +      | 1,4    |
| 5,5    | 75-89 ans    | 7,6    |
| 15,6   | 60-74 ans    | 16,3   |
| 20,8   | 45-59 ans    | 20     |
| 19,4   | 30-44 ans    | 19,4   |
| 17,6   | 15-29 ans    | 16,2   |
| 20,6   | 0-14 ans     | 19,1   |

## Économie
L’essentiel des petits commerces et équipement de proximité existe[Quand ?] à Laigneville (pharmacie, une boulangerie, plusieurs coiffeurs, trois cafés dont un débit de tabac, divers cabinets médicaux généralistes et spécialisés, une déchetterie, une maternelle, un collège, plusieurs écoles, une fromagerie, une épicerie fine, une agence immobilière, une garderie).
L'usine de l'équipementier automobile Montupet, fabricant de culasse, a été rachetée par la commune et les communes voisines dont les contribuables ont financé l'acquisition pour un million d'euros puis la rénovation du site pour six millions.

## Culture locale et patrimoine

### Lieux et monuments

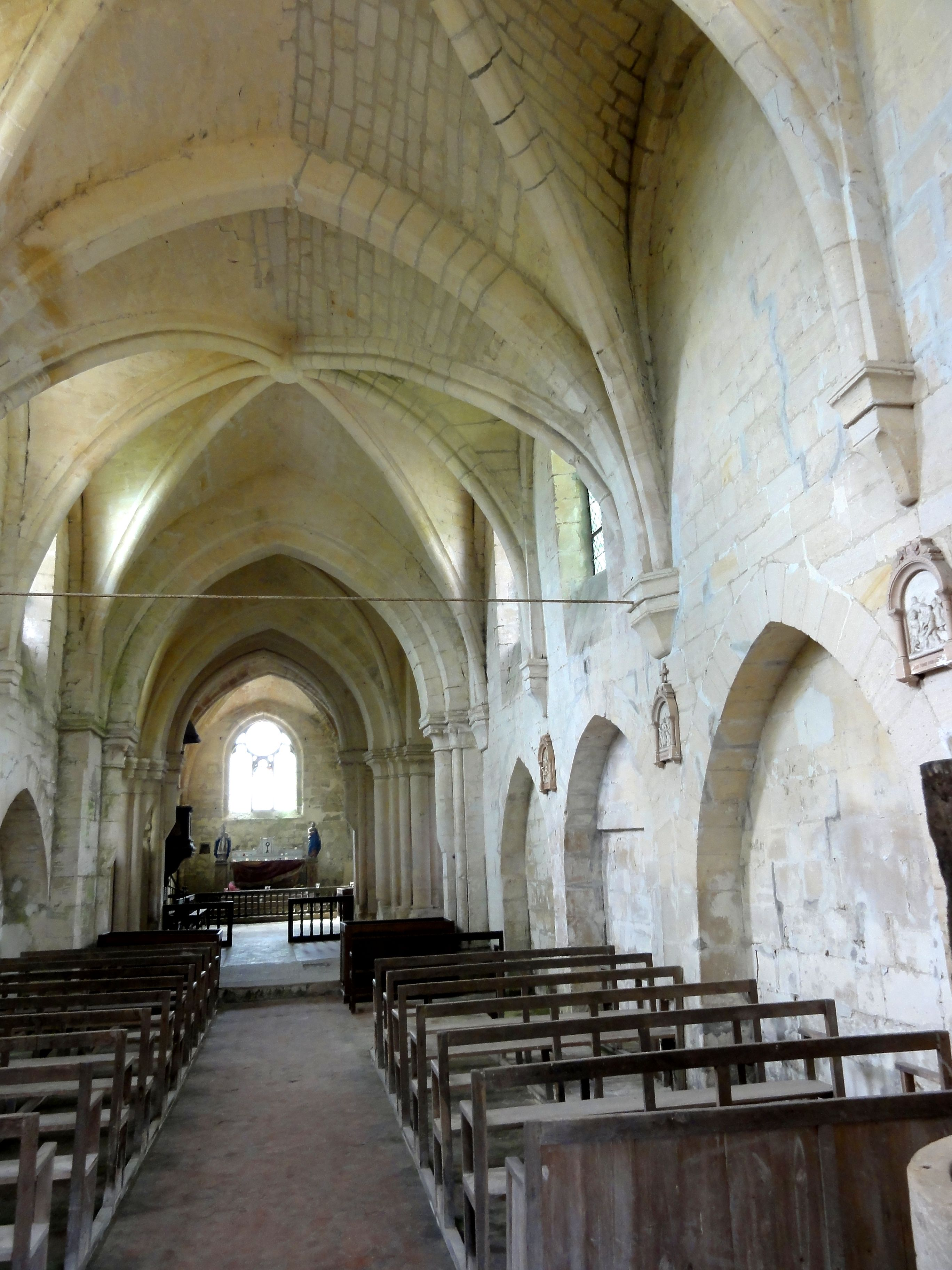
Intérieur de l'église Saint-Remi, vue vers le chœur.

La commune compte deux monuments historiques :
- Église Saint-Remi

L'église Saint-Remi est située à l'écart du village, au cimetière, sur le flanc du coteau, près de l'ancienne route de Senlis à Beauvais par Creil, Nogent-sur-Oise et Rousseloy.
L'orientation de l'église est nord-ouest - sud-est en raison des contraintes imposées par le terrain. Le clocher central qui s'élève au-dessus de la croisée du transept date de la fin du XIe siècle ou du début du XIIe siècle, et la nef de la seconde moitié du XIIe siècle.
L'édifice se caractérise par des murs très épais et des contreforts trapus. Dans la partie supérieure du second contrefort de la façade sud-ouest, un escalier à colimaçon est ménagé pour desservir les combles et donner accès au clocher. L'étage supérieur du clocher présente sur chaque face deux baies géminées plein cintre, encadrées par des colonnettes. Son toit est en bâtière.
Le mur du transept sud-ouest a la particularité d'être taillé en grande partie dans la roche, ce qui indique que l'emplacement de l'église a dû être excavé pour permettre sa construction. Par ailleurs, le transept sud-ouest est de plan carré et se termine au sud-est en cul-de-four, alors que le bras nord-est est rectangulaire. Ces éléments sont contemporains de la nef. La deuxième travée du chœur et la chapelle latérale sud ont été ajoutées pendant le XVe siècle et sont de faible intérêt architectural. À l'intérieur, la nef est divisée en deux travées carrées, voûtées d'ogives sexpartites.
Il n'y a pas de bas-côtés, mais des arcs en tiers-point sont visibles dans les murs, en dessous des fenêtres,. L'église Saint-Remi est classée monument historique depuis 1911. Elle est aujourd'hui en mauvais état, les vitraux manquant en partie.
Un calvaire se trouve à l'entrée de la chapelle. Offert par Mme Hutellier en 1894. Son christ en métal, lourd de 700 kg, a été restauré en 2017 par la commune, la municipalité estimant qu'il constitue un élément du patrimoine municipal
- Commanderie des templiers

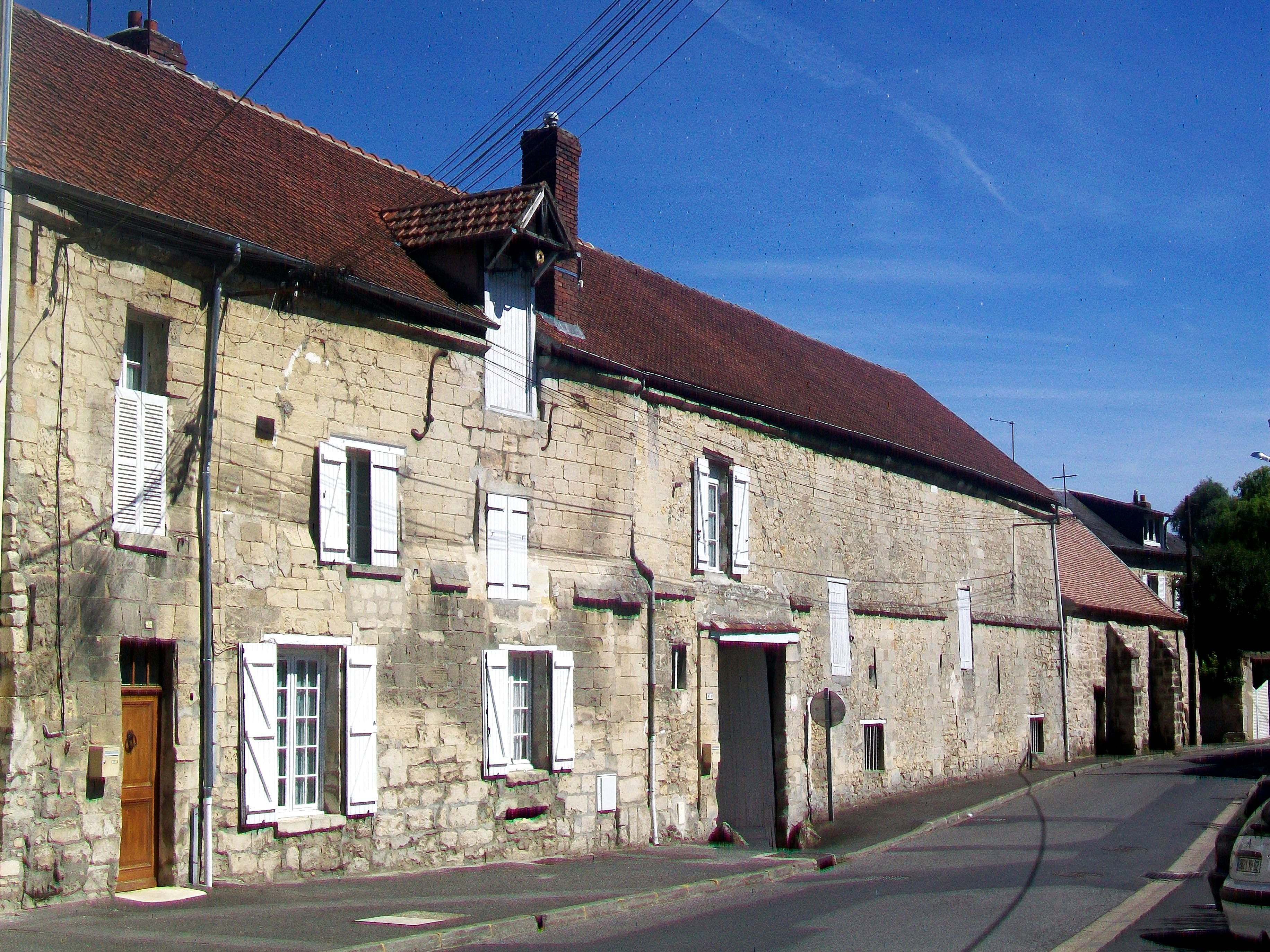
Façade très retouchée de la commanderie sur la rue Louis-Portebois.

L'ancienne commanderie se situe rue Louis-Portebois, en plein centre-ville.
En 1209, les chevaliers du temple firent édifier les constructions. En 1282, un arrêté du parlement de Paris accorde le droit de haute justice au commandeur qui devient seigneur de Laigneville. Après la décimation des templiers, les chevaliers de Saint-Jean de Jérusalem s'y installèrent.
En 1495, la maison comportait vingt-cinq religieux. De 1371 à 1786, il y eut vingt-cinq commandeurs dont douze chevaliers et treize religieux.
L'établissement, dissous en 1792, fut vendu en 1794 comme bien national. Il comportait alors l'habitation du commandeur, la ferme avec résidence des chevaliers, des terres situées dans la vallée et sur la colline, et le moulin dit de la Commanderie.
Dans le grand bâtiment de la ferme actuelle, l'on trouve encore des treuils qui servaient jadis à faire monter les fardeaux dans les parties hautes de cette construction. Le bâtiment est divisé en neuf travées.
La façade la plus intéressante est celle donnant sur la cour de ferme. Au rez-de-chaussée, elle est ouverte par des arceaux en arc brisé, ménagés entre les contreforts, et les fenêtres géminées de l'étage sont surmontées par des linteaux à évidement trèflé.
Attenant au bâtiment, du côté sud, se trouve une petite chapelle dédiée à saint Georges, de trois travées. Elle fut utilisée pour le culte par les habitants de la paroisse à partir de 1843. La chapelle se termine en hémicycle, éclairée par un oculus. Côté rue, les baies plein cintre sont aujourd'hui bouchées. Le plafond est couvert par une voûte nervurée,. L'ensemble de l'ancienne commanderie est inscrite à l'inventaire des monuments historiques depuis 1988.
On peut également noter :
- Lavoir couvert, rue Hutellier.

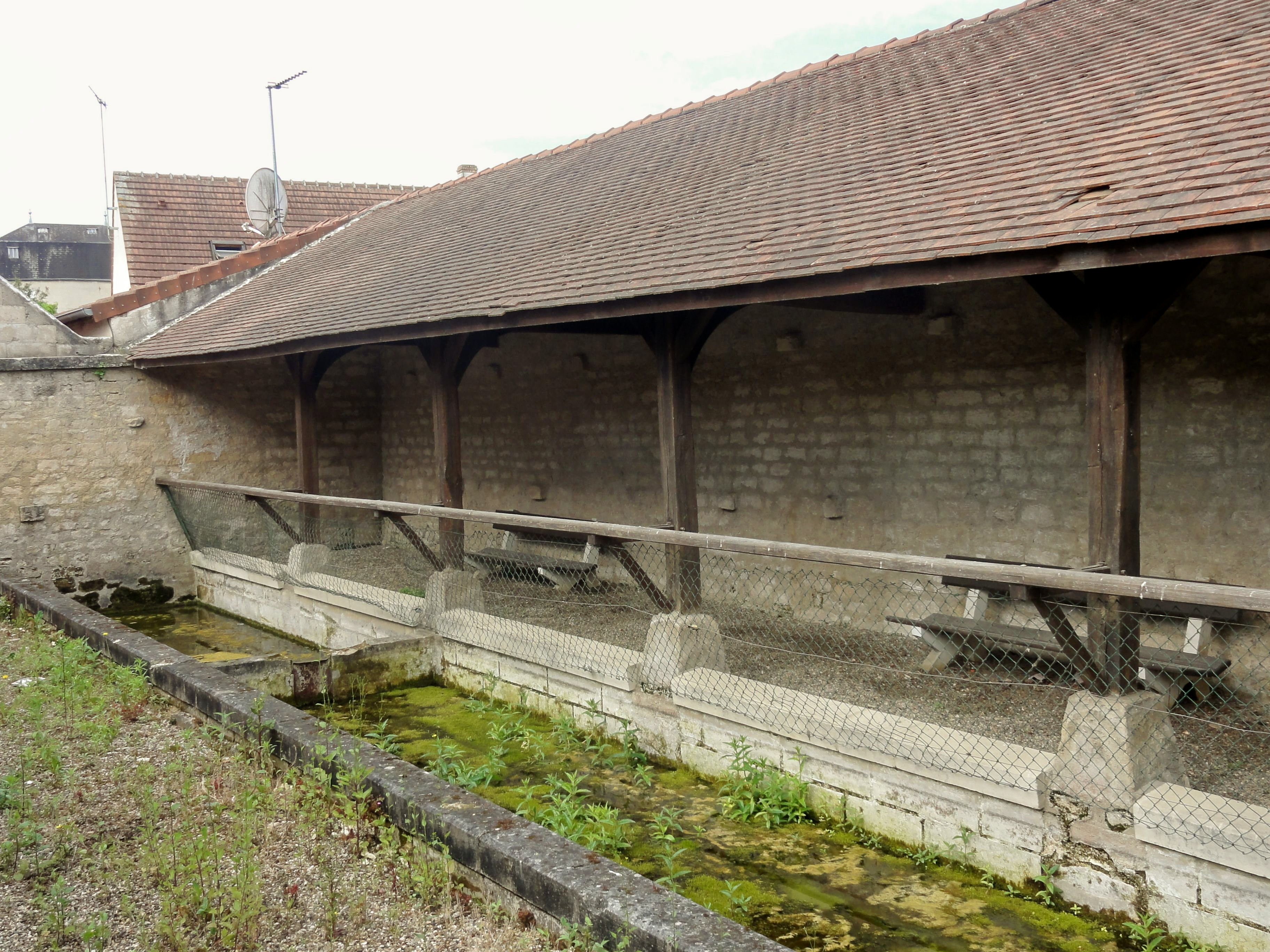
Lavoir couvert.

- Chapelle Saint-Louis (Sailleville)
- Chapelle Notre-Dame-de-Lourdes
- Moulin à eau de Sailleville
- Moulin à eau de la Commanderie
- Moulin à eau de Caucriaumont
- Moulin Neuf

### Personnalités liées à la commune
- Ernest Puget, membre du conseil de la Commune de Paris, né à Laigneville en 1836.
- Claude et Michelle Lustenberger, bienfaiteurs de la commune, anciens bouchers installés au centre du bourg pendant 30 ans, lèguent une somme de 250 000 euros, en 2023, pour la rénovation de l’église Saint-Remi[52].